# Церковь Троицы Живоначальной (Голочёлово)
Церковь Троицы Живоначальной (Троицкая церковь) — приходской православный храм в селе Голочёлово городского округа Ступино Московской области. Входит в состав Малинского благочиния Подольской епархии Русской православной церкви.
Является объектом культурного наследия регионального значения (ранее памятник истории и культуры местного значения).

## История
Первоначально Троицкий храм в селе Троицком-Голочёлове был деревянный, с монастырской женской обителью. Был разорён во время Русско-литовских войн и в Смутное время. Впоследствии превратился в приходскую церковь, которая разрушилась от ветхости, и на её месте была установлена каменная часовня, до настоящего времени не сохранившаяся. В селе с XVII века стояла деревянная церковь Святителя Николая Угодника, рядом с которой находились могилы дворян Хлоповых.
В 1741 году генерал-аншеф Алексей Данилович Татищев перестроил деревянную Никольскую церковь в каменную (до настоящего времени сохранился только её фундамент). В 1752 году Михаил Дмитриевич Бутурлин (сын Дмитрия Ивановича Бутурлина) построил рядом с Никольской церковью новую каменную Троицкую. Таким образом, рядом друг с другом стояли в селе два храма, что было весьма редкостно. Троицкий храм архитектурно представлял собой здание типа восьмерик на четверике в стиле памятников барокко Москвы 1-й половины XVIII века, с трапезной и колокольней.
Обе церкви стояли до 1871 года, когда сильно обветшавшую Троицкую с наклонившейся колокольней разобрали, иконы и церковную утварь перенесли в более крепкую Никольскую церковь. Затем с благословения церковного начальства Никольскую церковь переименовали в Троицкую. В трапезной Троицкого храма в 1871 году образовали Никольский придел, а в 1893 году — Иерусалимский придел. На средства московского купца С. Ф. Мосолова, а также прихожан Г. М. Шведова и З. Феоктистова храм был расписан и приобрёл своё новое убранство. В октябре 1885 года в селе была открыта церковно-приходская школа. С 1888 года она размещалась в собственном здании, построенном на церковной земле попечителем С. Ф. Мосоловым.
В советское время, храм пытались закрыть. Местный житель уроженец соседней деревни Старое Иаков Степанович Блатов, выступил в защиту храма. В 1934 году он бы избран старостой Троицкого храма. Его радением в храме проходили богослужения. Приглашались священники. Иаков Степанович организовывал Крестные ходы и молебны. По навету был арестован, осуждён и расстрелян на Бутовском полигоне 13 ноября 1937 года, похоронен в общей могиле. В 2000 г. на Юбилейном соборе Русской Православной Церкви, защитник православия Иаков Блатов был канонизирован в лике святых мучеников..
С 1993 по 2004 год Троицкий храм был подворьем Свято-Троицкого Белопесоцкого женского монастыря, а с 2004 года снова обрёл статус приходского храма. 

### Священники
- Ермил Лукин (ок. 1777-?) — до 1829 года[4]
- Тимофей Никифоров Архангельский (ок. 1801-?) — 1830-е[4]
- С 2007 года настоятель храма — иеромонах Никон (Крючков)[5].